# Donja Dubrava (Zágráb)
Donja Dubrava Zágráb városnegyede Horvátországban, a főváros keleti részén. A mai városnegyed Zágráb Város 1999. december 14-i statutumával jött létre.

## Fekvése
Zágráb városközpontjától 4 km-re kelet-északkeletre fekszik. Keleten a Szeszvete városnegyeddel határos, északon a Dubrava utca választja el a Gornja Dubrava városnegyedtől, délen a Slavonska sugárút választja el a Peščenica – Žitnjak városnegyedtől, nyugaton pedig a Maksimir városnegyed területével határos.
Donja Dubrava területét jelentős mértékben sík, alföldi jellegű domborzat jellemzi, délkeleti felében nagyobb erdőterületekkel és mezőkkel (Čulinečina, Retkovčina, Laz, Krčevina). Két patak alsó folyása határolja, keleten a Trnava, nyugaton pedig a boltívekkel befedett és a föld alá eltemetett Štefanovac. A negyed szinte üres délkeleti részével szemben egy sűrűn lakott és kompakt északnyugati terület áll, amely felheteően tovább fog bővülni. Ezen a keskeny utcákkal és sűrűn egymás mellett sorakozó családi házakkal beépített területen főleg a keleti részen egyre több és nagyobb lakó- és kereskedelmi épület nő ki a földből. A terület homogenitását nagymértékben szakítja meg a vasút és a Branimirova utca, amelyek kelet-nyugati irányban elkülönítik a negyed északi és déli részét.
Ma Donja Dubrava a következő településrészeket foglalja magában: Čulinec,  Retkovec és Trnava.

## Története
Az itt talált ókori eredetű régészeti leletek tanúsága szerint a mai Donja Dubrava területét már a római korban élénk élet folyt. A római kort megelőzően a kelták varciani törzse élt ezen a vidéken. A mai Zágráb város délkeleti részén, nem messze Donja Dubravától, a mai Šćitarjevo helyén állt Andautonia városa, melynek közigazgatási joghatósága kiterjedt a mai Donja Dubrava területére is. Ezért természetes, hogy a Donja Dubrava terepkutatása során számos régészeti lelőhelyet fedeztek fel és vizsgáltak meg a római korszak leleteivel. A neves horvát politikus, író és történész Ivan Kukuljević Sakcinski már 1873-ban római épületmaradványokat talált Trnavánál. A római korban itt keresztezték egymást a Črna voda kőbányából (Markuševac közelében) Šćitarjevo felé, valamint Podsusedból és Stenjevacból a Zágráb környéki Bratovština felé, majd tovább keletre vezető utak. A leletek alapján itt állt egy mansio, az utazók pihenőhelye. Ugyanebben az évben ásatott meg itt egy noricum-pannóniai típusú tumulust is. Itt találták meg egy ifjúnak a 3. századból származó bronz mellszobrát. 1979-ben a villamosremiz építésekor a Dubrava – Remiza telephelyen találták meg Črna vodától Bratovštináig, valamint a Száva kikötőjéig vezető római út maradványait.
A mai Baotić-autóház helyén egy a korai császárkorból (1–2. század) származó sírt tártak fel.
A 7. században a barbár törzsek inváziója idején, a római uralom összeomlásával együtt Andautonia jelentősége is megszűnt és megkezdődött a horvátok települése. Az első állandó horvát településeket ezen a területen a 10. században hozták létre. A 13. századig Donja Dubrava területe a Gradec, azaz Zágráb polgárvárosa igazgatása alá esett. Ezt követően néhány mai település (Čulinec, Resnička Trnava, Resnički Gaj és Retkovec) nevét is említik a korabeli oklevelek, melyeken a zágrábi püspök, a káptalan és a kanonokok jobbágyai éltek.
Dubrava települése a mai szélésebb értelemben vett központi része (a Dubrava utca északi és déli részén) egészen az 1840-es évekig lakatlan és erdővel benőtt terület volt. Mivel itt tölgyerdő volt a későbbi település neve is Dubrava (dub = tölgy) lett. Ezután megkezdődött a tölgyerdő irtása és a terület betelepülése. Először 1842-ben említenek itt lakosságot. Ekkor három házban kilenc lakos élt. 1862-re a területen nagyrészt már kiirtották az erdőt és szántóföldekké, rétekké és legelőkké változtatták. A legnagyobb része továbbra is a Kaptol birtoka volt, kisebb része pedig a falvakban élő parasztok birtokában volt. A 19. század második felében Dubrava népessége csak kissé, 15-25 főre nőtt. A 19. században Donja Dubrava teljes területe Resnik településhez tartozott. A Resniken volt a plébánia székhelye és az iskola is. A 19. század végén és a 20. század első felében a föld a parasztok saját tulajdonává vált. A falvak fokozatosan bővültek, a népesség növekedett, a faházakat lassan téglaépületek váltották fel.
A két világháború között Donja Dubrava vált a környező falvak lakosságát vonzó településsé. A káptalan itt is elvégeztette itteni birtokának felparcellázását. A telkeket magántulajdonosoknak adták el, az első házak pedig 1937-ben épültek fel. Ebben az időben alakították ki település a főutcáját. Az 1940-es években a mai Slavonska utca – Vukovarska és Osječka között vasutastelepülést építettek. Csak a villamos közlekedés bevezetésével kezdett Dubrava szorosabban kapcsolódni a városhoz. A második világháborút gyorsított építkezési hullám követte, melyet a magánházak építése határozott meg. 1947 végén az akkori Zagrebačka Dubrava területét, amely magában foglalta a Gornja Dubrava városrész területének nagy részét is, Zágráb városához csatolták. Az akkori III. kerület (Maksimir) része lett. Két évvel később Čulinečka Dubrava és Resnički Gaj is a város része lett.
1955-ben létrehozták Zagrebačka Dubrava önkormányzatát, melynek a ma Peščenica – Žitnjak városnegyed részét képező Resnik település is a része lett. Ezt az önkormányzatot 1962-ben Maksimir önkormányzatához csatolták, amely viszont 1967-ben egyesült más zágrábi önkormányzatokkal. Az önkormányzatok 1974-ben Zágráb városában történő újjászervezésének alkalmával Donja Dubrava területe a Dubrava Önkormányzat részévé vált, amely gyakorlatilag ugyanazon határokon belül esett, mint 1955-től Zagrebačka Dubrava önkormányzata, de most Resnik település nélkül. Dubrava önkormányzata ebben a formában létezett, amíg Zágráb városának önálló településeit 1990. december 31-én meg nem szüntették.